# Господство Билщайн
Господството Билщайн (на немски: Herrschaft Bilstein) е територия на Свещената Римска империя в Хесен и Тюрингия, Германия.
Граф Вигер I има графски права и собственост от 967 до 981 г. в Гермармарк и от 965 до 981 г. е маркграф на маркграфство Цайц. От 10 до 12 век „фамилията Вигер“ е могъщ графски род в Тюрингия заедно с Екехардините, графовете фон Кефернбург, графовете фон Шварвбург и графовете фон Ваймар.

## Графове на Билщайн
Наследниците започват от ок. 1130 г. да се наричат на техния замък Билщайн, западно от Албунген, днес част от Ешвеге. Този замък те са построили ок. 1100 г. През това време те имат военни конфликти с графовете на Нортхайм, които ок. 1105/1110 г. побеждават граф Ругер (Рюдигер) I фон Билщайн и разрушават първия замък Билщайн. Ругер II фон Билщайн построява новия замък Билщайн, основава манастир Гермероде (близо до Ешвеге), който става домашен манастир на фамилията.
За Лудовингите от 12 век една странична линия на графовете на Билщайн са бургграфове на замък Вартбург над Айзенах. Графовете на Вартбург са през ранния 13 век бургграфове на замък Бранденбург в окръг Вартбург.
Граф Ото II фон Билщайн продава през 1301 г., със съгласието на съпругата му Катарина, собствеността на ландграф Хайнрих I фон Хесен. С него графският род фон Билщайн умира през 1306 г.
Вероятно графовете фон Билщайн са роднини с еделхерен фон Билщайн във Вестфалия.
Според „Райнхардсбрунер хроник“ на монах Йоханес Капут от манастир Илфелд, един Елгер фон Билщайн построява на Вера замък Илбург и се нарича „граф фон Илфелд“. През 1162 г. един благородник фон Илфелд се жени за Лутруда фон Хонщайн и след това се нарича „Илфелд-Хонщай“н, от 1182 г. само „фон Хонщайн“.

## Личности от род Билщайн
- Вигер I (962), маркграф на Гермар-Марк (около Мюлхаузен)
- Вигер II фон Плайсенгау/Плайсенланд († 1005)
- Ругер I (1071), има графски права в Мартинфелд (при Хайлигенщат)
- Ругер I фон Плайсенгау († ок. 24 април 1041), маркграф на Плайсенгау.
- Ругер II († 1096), граф фон Билщайн, основател на манастир Гермероде (близо до Ешвеге)
- Ото I, построява манастирската църква Гермероде
- Ото II († 1306), граф фон Билщайн, последният мъж от рода му.